# Atru

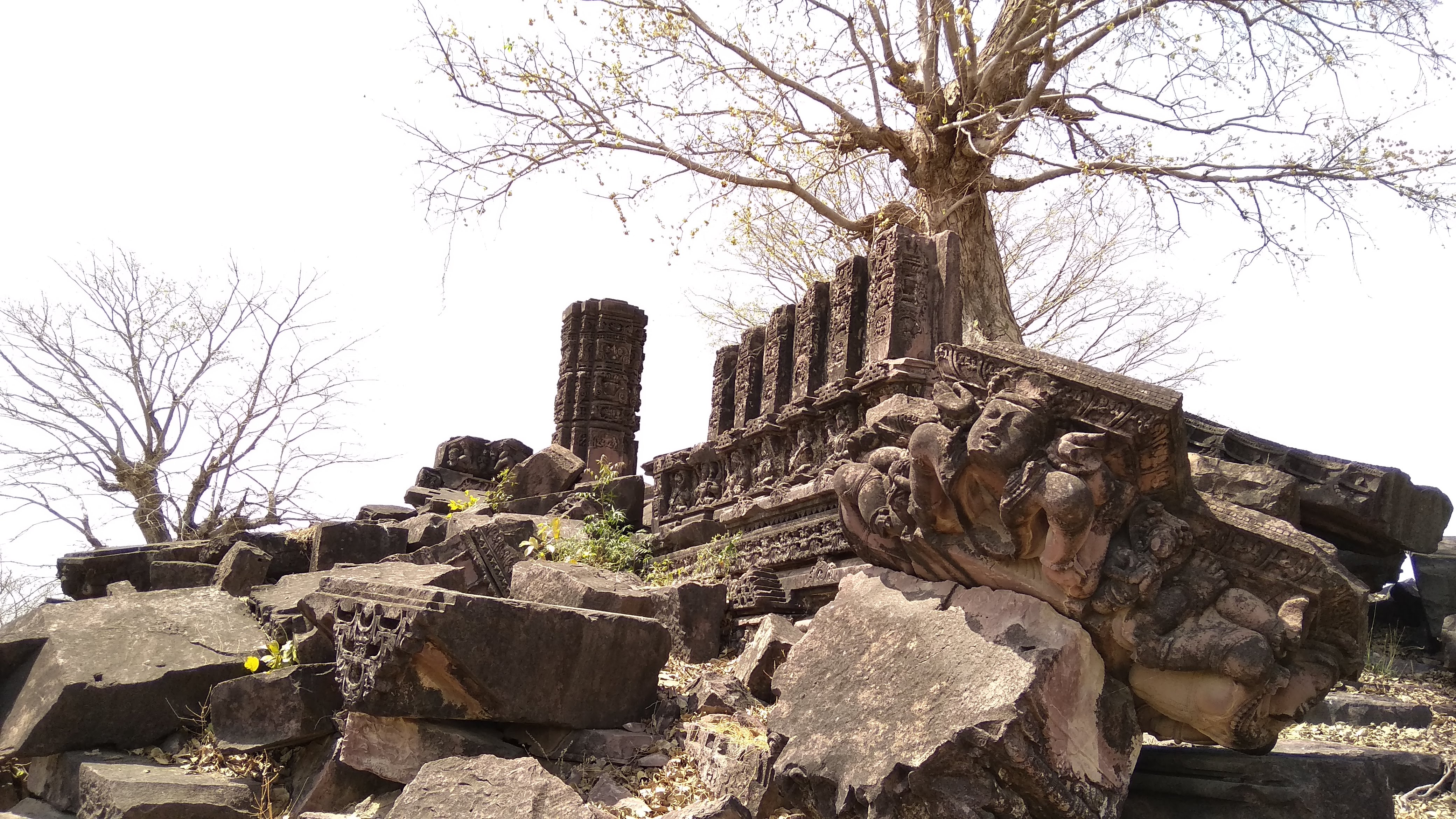
Atru – Ruine des Gargach-Tempels

Atru (Hindi अटरू) ist eine etwa 13.000 Einwohner zählende Kleinstadt im Distrikt Baran im Südosten des indischen Bundesstaats Rajasthan.

## Lage und Klima
Die Kleinstadt Atru liegt etwa 4 km südwestlich des Parbati-Flusses und ca. 31 km südöstlich der Distriktshauptstadt Baran in einer Höhe von ca. 290 m. Das Klima ist zumeist trocken und warm; Regen (ca. 860 mm/Jahr) fällt nahezu ausschließlich während der sommerlichen Monsunzeit.

## Bevölkerungsentwicklung
| Jahr      | 1991 | 2001  | 2011   |
| Einwohner | ??   | 9.019 | 11.141 |

Ca. 90 % der Einwohner sind Hindus; knapp 10 % sind Moslems. Der männliche Bevölkerungsanteil übersteigt den weiblichen um knapp 10 %. Man spricht zumeist Rajasthani und Hindi.

## Wirtschaft
Die Dorfbewohner leben – weitgehend als Selbstversorger – fast ausschließlich von der Landwirtschaft. In der Stadt selbst gibt es Kleinhändler, Handwerker und Tagelöhner. Der Ort hat einen Passagierbahnhof.

## Sehenswürdigkeiten
Beim Ort befinden sich die Ruinen mehrerer von durchziehenden islamischen Heereseinheiten zerstörten Hindu-Tempel aus dem 10. Jahrhundert. Zwei im Jahr 2009 gestohlene Mithuna-Reliefs kehrten im Jahr 2014 aus den USA zurück.